# Rhynchothorax monnioti
Rhynchothorax monnioti är en havsspindelart som beskrevs av Arnaud, F. 1974. Rhynchothorax monnioti ingår i släktet Rhynchothorax och familjen Rhynchothoracidae. Inga underarter finns listade i Catalogue of Life.